# جو بورغ
جو بورغ (بالإنجليزية: Joe Borg) هو سياسي مالطي، ولد في 19 مارس 1952 في فاليتا في مالطا. حزبياً، نشط في الحزب الوطني (مالطا).

## مناصب
- انتخب وزير الشؤون الخارجية.
- انتخب عضو مجلس نواب مالطا.
- انتخب المفوض الأوروبي للتعاون الدولي والمساعدات الإنسانية والاستجابة للأزمات [الإنجليزية]‏ (1 مايو 2004 – 11 نوفمبر 2004).
- انتخب المفوض الأوروبي للشؤون البحرية ومصايد الأسماك [الإنجليزية]‏.

## روابط خارجية
- جو بورغ على موقع مونزينجر (الألمانية)